# مخيم اليرموك

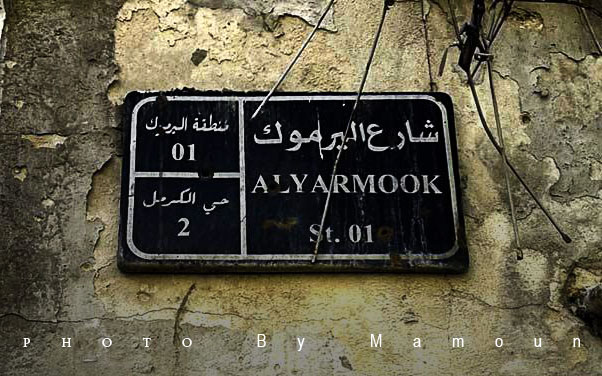
شارع اليرموك

مخيم اليرموك مخيم للاجئين فلسطينيين، في مدينة دمشق السورية، أُنشئ عام 1957بعد النكبة الفلسطينية، ويقع على بعد حوالي 8 كيلومترات من دمشق. وقبل اندلاع الحرب في سوريا، كان المخيم يأوي حوالي 160 ألف لاجئ فلسطيني.

## المساحة والخدمات
تبلغ مساحته حوالي 2,1 كيلومتر مربع، يوجد في المخيم أربعة مستشفيات وعدد من المدارس الثانوية التي تديرها الحكومة. وتدير الأونروا 20 مدرسة ابتدائية وثماني مدارس إعدادية في المخيم، كما ترعى مركزين لبرامج المرأة. كان هناك ثلاثة مراكز للرعاية الصحية تابعة للأونروا في اليرموك، اثنان منها حصلا على تحديثات في عام 1996 بفضل مساهمات من حكومة كندا . في عام 1997، تم تطوير ست مدارس بفضل مساهمات من حكومة الولايات المتحدة ، وتم بناء روضة أطفال بأموال من حكومة أستراليا . وفي عام 1998، تمكنت الأونروا أيضًا من بناء مركز صحي بتمويل من حكومة هولندا .  وكان هناك مركز صحي آخر متخصص في الوقاية من مرض الثلاسيميا وعلاجه. تم بناء المركز في عام 2009 بفضل الأموال التي قدمتها الوكالة الإسبانية للتعاون الإنمائي الدولي (AECID). 

## السكان
ترجع أصول معظم سكان مخيم اليرموك من اللاجئين الفلسطينيين إلى مدن وقرى حيفا وعكا ويافا واللد وبيسان والناصرة وطبرية ونابلس وغزة ومنطقة الأغوار، بلغ عدد سكان المخيم عام 2002 بأكثر من 112 ألف نسمة وهم المسجلين فقط.

## التاريخ
بني مخيم اليرموك في موقعه الحالي في مكان كان يعرف بمنطقة "شاغور بساتين"، منطلقا من الحارة الأولى فيه التي تسمى الان "حارة الفدائية" باعتبارها الحارة التي انطلقت منها الدفعات الأولى من قوات الفدائيين الفلسطينيين، والحارة الأولى التي سقط منها أكثر من خمسة عشر شهيدا من أبناء الجليل شمال فلسطين. يحيط بمخيم اليرموك مناطق شعبية سورية مكتظة بالسكان، فمن جهة الشرق حي التضامن ، ومن جهة الغرب احياء القدم والعسالي، ومن الجنوب الحجر الأسود.

## الحرب الأهلية السورية
خلال الحرب الأهلية السورية ، أصبح مخيم اليرموك مسرحاً لمعارك عنيفة بين الجيش السوري الحر وحليفه الفلسطيني لواء العاصفة من جهة، والجبهة الشعبية لتحرير فلسطين - القيادة العامة المدعومة من قوات الحكومة السورية من جهة أخرى. وفي وقت لاحق، حاصر الجيش السوري المخيم، مما أدى إلى مغادرة العديد من السكان للمنطقة وتسبب في تدهور كبير في الظروف لأكثر من 18 ألف لاجئ فلسطيني وسوريين آخرين بقوا داخل المخيم، والذين وصفتهم الأمم المتحدة بأنهم يعيشون في "حرمان تام".
في أوائل أبريل 2015، اجتاح تنظيم الدولة الإسلامية معظم مخيم اليرموك، مما أثار اشتباكات مسلحة مع الميليشيا الفلسطينية أكناف بيت المقدس. في هذه المرحلة، قدر عدد السكان بـ 18,000. بعد قتال عنيف في أبريل ومايو 2018، استولت قوات الحكومة السورية على المخيم، وانخفض عدد سكانه الآن إلى 600 عائلة.

## نظرة عامة
يقع على مسافة 8 كم من دمشق وداخل حدود المدينة وقطاع منها، ويشبه المنطقة الحضرية، ويختلف تماماً عن تجمعات اللاجئين الفلسطينيين الأخرى في سوريا. وبمرور الأعوام قام اللاجئون بتحسين مساكنهم وإضافة الغرف إليها. ويزدحم المخيم اليوم بالمساكن الإسمنتية والشوارع الضيقة ويكتظ بالسكان ولا يقتصر سكانه على اللاجئين الفلسطينيين فقط بل يضم عدد كبير من السوريين الذين ينتسبون للطبقة الفقيرة، كما ويسمى عاصمة الشتات الفلسطيني كونه أكبر تجمع لفلسطينيي الشتات.
 في المخيم 28 مدرسة تعمل بنظام الفترتين، مركز توزيع غذائي واحد وثلاث مراكز صحية.
يقسم المخيم إدارياً إلى ثلاثة أحياء هي حي الفالوجة، حي الكرمل وحي حطين يفصل بينها ثلاثة شوارع رئيسية هي شارع اليرموك وشارع فلسطين وشارع صلاح الدين الأيوبي ويوجد العديد من الشوارع الفرعية التي لا تقل أهمية عن الشوارع الرئيسية مثل شارع لوبية وشارع صفد حيث يمتلئان بالمحلات التجارية ويزدحمان بسيارات الأجرة والحافلات الكبيرة التابعة للشركات الخاصة التي تصل المخيم بالعاصمة دمشق، ويعمل العديد من اللاجئين في المخيم كأطباء ومهندسين وموظفين مدنيين، ويعمل آخرون كعمالة مؤقتة وباعة متجولين.
وبشكل عام في الوضع الطبيعي تبدو ظروف المعيشة في المخيم أفضل بكثير من مخيمات لاجئي فلسطين الأخرى في سوريا. يوجد بالمخيم أربعة مستشفيات، مستشفى فلسطين وفايز حلاوة والرحمة ومشفى الباسل وعدد من العيادات التخصصية الخاصة ومدارس ثانوية حكومية وأكبر عدد من مدارس الأونروا، وترعى الأونروا مركزين لبرامج المرأة لتقديم الأنشطة الخارجية. كما يوجد بالمخيم عدة مسارح مثل مسرح الشهيدة حلوة زيدان ومسرح الخالصة ومسرح المركز الثقافي العربي في مخيم اليرموك.[بحاجة لمصدر]
في عام 1996 تمكنت الأونروا من تطوير مركزي صحة بتبرعات من الحكومة الكندية. وفي 1997 تم تطوير ست مدارس بتبرعات من الحكومة الأمريكية، وبناء حضانة بأموال إسترالية. وفي 1998 تمكنت الأونروا أيضا من بناء مركز صحي بتمويل من الحكومة الهولندية.[بحاجة لمصدر]

## التأثر بالحرب الأهلية
في بدايات الحرب الأهلية السورية عام 2011، كان المخيم نفسه ملجأ لكثير من أهالي ريف دمشق وأهالي أحياء العاصمة دمشق التي تعرّضت للقصف، كمدن ببيلا ويلدا في الريف وكأحياء التضامن والحجر الأسود والقدم والعسالي وغيرها، وبقي المخيم آنذاك هادئا نسبياً وبعيداً عن التوترات، لكن وفي منتصف شهر كانون الأول من العام 2012 بدأت حملة عسكرية على المخيم بعد تقدم قوّات المعارضة من الأحياء الجنوبيّة في دمشق، في 2012/12/16 قام الطيران بقصف مدرسة الكرمل في شارع المدارس التي كان فيها عوائل مهجرة وقصف جامع عبد القادر الحسيني في شارع عز الدين القسام والذي كان يؤوي الكثير من النازحين من الأحياء المجاورة وسقط العديد من الأشخاص بين قتيل وجريح، ثم اندلعت اشتباكات بين طرفي النزاع، الجيش النظامي السوري والجيش الحر مع بعض العناصر الفلسطينية التي انشقّت عن اللجان الشعبية التابعة لأحمد جبريل، تلا ذلك تمركز للدبابات عند ساحة البطيخة في أول المخيم، عندها بدأت موجة نزوح للأهالي بأعداد هائلة.[بحاجة لمصدر]
أخذت الاشتباكات تتصاعد، وتركّزت خاصّة في بداية المخيم عند ساحة البطيخة وحي الناصرة (شارع راما)، وساحة الريجة وبلديّة المخيم في شارع فلسطين، وانتقلت عدوى السيارات المفخخة من باقي أحياء دمشق إلى المخيم أيضاً، فانفجرت عدة سيارات كان أخطرها انفجار ساحة الريجة الذي ألحق أضراراً مادّية بالغة بالمباني.
بعد فترة أعلنت قوات المعارضة والجيش الحر سيطرتها على شارع الثلاثين، الشارع الواصل بين المخيم وحي الحجر الأسود، ثمّ تعرّضت الأبنية المطلة على هذا الشارع إلى قصف عنيف من قبل الدبابات دمّر أجزاء منها، خصوصاً أن هنالك ثكنة عسكرية تابعة لقوات النظام قرب المخيم مقابل جامع سفيان الثوري الواقع في حيّ القاعة.[بحاجة لمصدر]
ويرد الرفاعي عضو مجلس قيادة الثورة أنه لا يوجد مسلحون داخل المخيم لا من الجيش السوري الحر ولا من الدولة الإسلامية في العراق والشام، ولا من جبهة النصرة كما يدعي النظام السوري، وكل المسلحين غادروا مخيم اليرموك في ديسمبر /
كانون أول 2013.

## الحصار والمجاعة

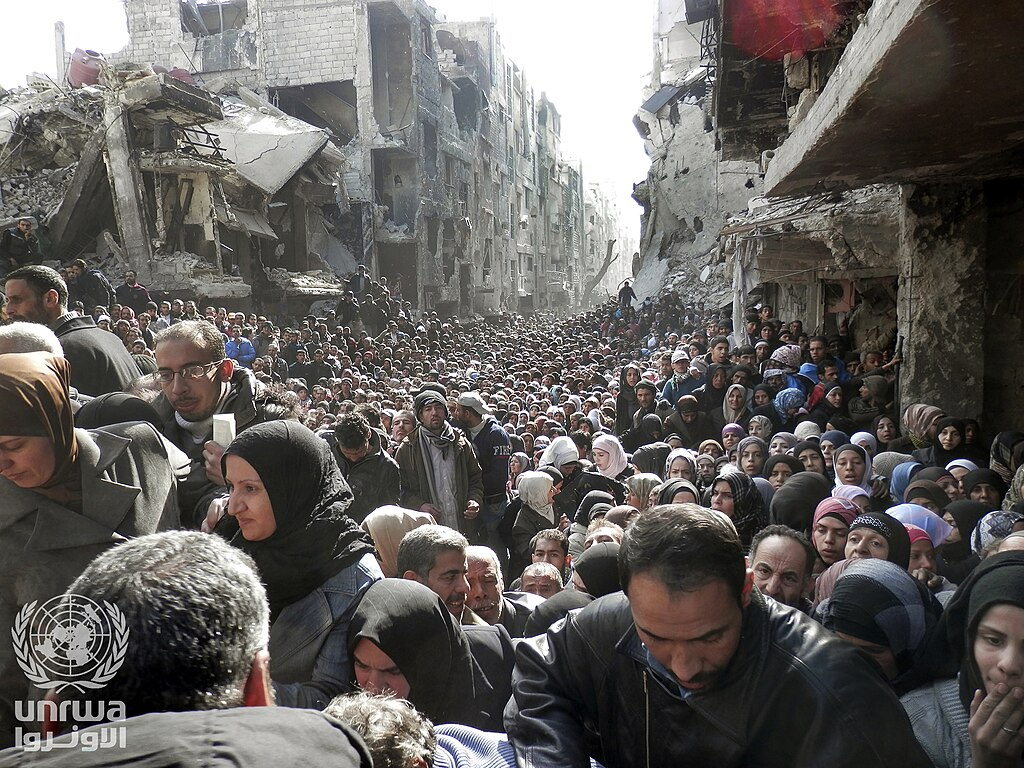
في يناير/كانون الثاني 2014، تمكنت الأونروا من إتمام أول عملية توزيع مساعدات إنسانية لها في مخيم اليرموك بسوريا، بعد قرابة ستة أشهر من الحصار. اصطف آلاف اللاجئين اليائسين في الشارع الرئيسي المدمر على أمل الحصول على حصة غذائية.

حاصرت قوات الجيش السوري ومجموعات مسلحة أخرى تابعة لها المخيم بشكل تام منذ يوليو/حزيران 2013، ونحو 18 ألف لاجئ فلسطيني محاصر، ونحو 97 لاجئاً  فلسطينياً من الأطفال والنساء والشيوخ ماتوا جوعا حتى بداية فبراير / شباط 2014، المخيم حوصر بشكل متقطع منذ أكثر من 6 أشهر لكنه بقي محاصراً بشكل كامل منذ أكثر من 180 يوما على التوالي.

### مبادرات لإنقاذ الوضع الإنساني
- كانت هناك مبادرات لإنقاذ الوضع الإنساني، ومنها محاولة لتوصيل 5000 حصة غذائية تم توفيرها من حي الزاهرة للمخيم، لكن قوات النظام السوري والقوات الموالية له المحاصِرون للمخيم منعوا دخولها وقاموا بنهبها ليلا.[8]
- ومبادرة ثانية كانت تقضي بإخراج ثلاثمائة مريض وجريح من سكان المخيم، وكان أغلبهم نساء وأطفال، غير أن قوات النظام المحاصرة قامت بإطلاق النار لدى خروجهم ما دفعهم إلى العودة أدراجهم.

وكان هناك جهود لوقف الحصار أو التضامن مع أهله وجمع التبرعات حيث انطلقت في فلسطين واحدة من أضخم الحملات الإعلامية لنصرة اللاجئين الفلسطينيين المحاصرين في مخيم اليرموك في سوريا باسم «هنا مخيم اليرموك»، وشاركت في الحملة أكثر من 60 محطة إذاعية فلسطينية، اشتركت جميعها في بث موحد. وحملات أخرى مثل حملة «أنقذوا مخيم اليرموك».
في الحصار منع وصول المواصلات وسيارات الأجرة وإغلاق المشافي والمدارس بالإضافة إلى قطع التيار الكهربائي لأشهر طويلة وصعوبة الظروف المعيشية.
بلغ عدد شهداء الجوع والحصار في المخيم إلى 154 حتى يوم 26 تموز 2014.

## دمار هائل لحق بالمخيم
في مايو/ أيار 2018 وصفت وكالة الأمم المتحدة لإغاثة وتشغيل اللاجئين الفلسطينيين (أونروا) وضع مخيم «اليرموك» بعد أعوام طويلة من الحصار بأنه بات «غارق بالدمار»، وذلك بعد شهر من الحملة العسكرية لجيش النظام التي شهدها المخيم لإخراج تنظيم الدولة الإسلامية «داعش». وعلى إثر الحملة العسكرية على مخيم اليرموك سجلت عمليات سلب ونهب لممتلكات السكان الذين تم تهجيرهم.
وفي نوفمبر/ تشرين الثاني 2018 أعلن نائب وزير الخارجية السوري آنذاك فيصل المقداد، أنه بات مسموحا عودة اللاجئين الفلسطينيين إلى المخيم وأن السلطات السورية أعدت خطة لإعادة جميع اللاجئين الفلسطينيين الذين كانوا يقطنون في اليرموك إلى المخيم قرب دمشق، والذي دمرته سنوات طويلة من الحرب.

## روابط خارجية
- موقع وكالة الأونوروا
- الموت جوعا بمخيم اليرموك.. مسؤولية من؟
- أطباء: جوع وموت بطيء لسكان اليرموك -